# Història clínica informatitzada

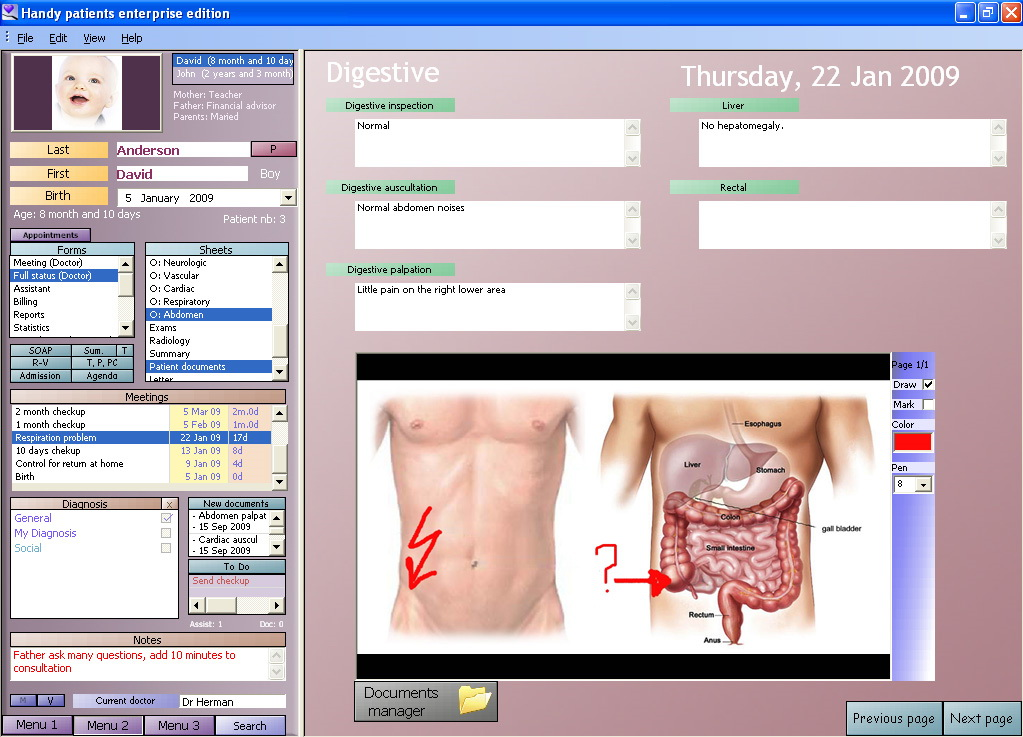
Exemple d'història clínica electrònica.

La història clínica informatitzada (HCI), també anomenada, història clínica electrònica (HCE) és la forma habitual d'història clínica, per tant: l'enregistrament informàtic de les dades socials, preventives i mèdiques d'un pacient, obtingudes de manera directa o indirecta i constantment posades al dia.
L'HCI suposa incorporar les Tecnologies de la Informació i la Comunicació (TIC) al nucli de l'activitat sanitària. Això implica que la història deixi de ser un registre de la informació generada en la relació entre un pacient i un professional o un centre sanitari, per formar part d'un sistema integrat d'informació clínica.
L'HCI és el registre unificat i personal, multimèdia, en el qual s'arxiva en suport electrònic tota la informació referent al pacient i a la seva atenció. És accessible, amb les limitacions apropiades, en tots els casos en què es precisa assistència clínica (urgències, atenció primària, especialitats, ingressos hospitalaris i altres).
S'ha d'integrar tota la informació multimèdia que es fa servir en la pràctica clínica, emmagatzemar adequadament aquesta informació, fer-la amigablement accessible, difondre-la de forma adequada als possibles usos i amb les garanties degudes (consentiment, confidencialitat, seguretat i altres requisits), i rebre-la i reutilitzar-la en la forma més convenient en un procés encara en potència.
Hi ha problemes de conceptualització del procés d'atenció i del d'implementació de les TIC, ja que no s'ha demostrat que impacti positivament en la qualitat de l'atenció clínica, ni en la morbiditat i ni a la mortalitat. A més, hi ha problemes respecte a la codificació, les normes i els estàndards.
En anglès té diverses denominacions: Electronic Medical Record, Electronic Health Record, Electronic Patient Record o Computerised Patient Record.

## Ús d'estàndards informàtics HL7 per HCI
Mentre els sistemes d'informació hospitalaris (HIS, en anglès) o els sistemes d'informació clínics no utilitzin estàndards que facilitin l'intercanvi electrònic de les dades, no és possible que la informació estigui disponible al punt d'atenció on es troba el pacient, independentment de la institució prestadora de serveis de salut on sigui atès.
L'ús de la HCE compartida per múltiples institucions i la interoperabilitat dels documents electrònics que componen l'HCI, independentment de les plataformes de programari que utilitzin, fa necessari que els sistemes d'informació que utilitzen les institucions de prestació de serveis de salut, implementin estàndards informàtics internacionalment reconeguts, per tal de garantir la integritat i llegibilitat de la informació.
El conjunt d'estàndards informàtics de salut més desenvolupat i de major cobertura internacional, per fer possible l'ús l'HCI és HL7.
HL7 té especificacions de missatges, documents electrònics i vocabularis controlats per a dominis de salut com ara: Arquitectura de Documents Clínics (CDA); Registres Mèdics (Medical Records); Laboratori (Laboratory); Medicació (Medication); imatgeria diagnòstica i integració DICOM (Imaging Integration Domain), Banc de sang, teixits i òrgans (Blood, Tissue and Organ); Prestació d'atenció (Care Provision), etc.
Altres estàndards són el DICOM, el CEN EN13606, el Hisa i el OpenEHR.

## Comparació amb registres en paper
Tot i que encara hi ha controvèrsies sobre la superioritat de les històries clíniques electròniques sobre les de paper, la literatura investigadora ofereix una visió més realista dels seus avantatges i desavantatges. Els registres mèdics en paper manuscrits poden ser difícils de llegir, cosa que pot contribuir als errors mèdics.
La integració de les històries clíniques electròniques pot ajudar significativament una clínica a augmentar l'eficiència, ja que les eines mèdiques digitals poden ajudar el personal a estalviar temps i automatitzar una part important de les tasques tedioses. Els registres electrònics poden ajudar a estandarditzar formularis, terminologia i entrada de dades. La digitalització de formularis facilita la recopilació de dades per a investigacions epidemiològiques i clíniques.

## Accés dels pacients a les històries clíniques electròniques
Proporcionar informació als pacients és un element central de l'atenció sanitària centrada en el pacient, i s'ha demostrat que té un impacte positiu en els resultats del tractament. Proporcionar als pacients accés a les seves històries clíniques, incloses les històries mèdiques i els resultats de les proves a través de les històries clíniques electròniques, és un dret legal en algunes parts del món.
Hi ha evidències que l'accés dels pacients pot ajudar-los a comprendre les seves condicions i a implicar-se activament en el seu tractament. Per exemple, proporcionar a les persones amb diabetis tipus 2 accés a les seves històries clíniques electròniques pot ajudar aquestes persones a reduir els nivells de sucre en sang.
Els problemes amb la concessió d'accés a les històries clíniques electròniques als pacients inclouen el risc de confusió o preocupació, si una persona no entén o no pot contextualitzar els resultats de les proves. A més, moltes històries clíniques electròniques no estan dissenyades per a persones de tots els nivells educatius i no tenen en compte les necessitats de les persones amb un nivell d'educació més baix o aquelles que no dominen l'idioma. Accedir a les històries clíniques electròniques requereix un cert nivell de competència en dispositius electrònics, cosa que agreuja la desigualtat per a aquells que no tenen accés o que pateixen una malaltia mental o física que limita el seu accés al sistema electrònic.